# S/2003 J 9
S/2003 J 9 — нерегулярный спутник Юпитера.

## Открытие
Был обнаружен 6 февраля 2003 года группой астрономов из Гавайского университета под руководством Скотта Шеппарда. Спутник не получил пока официальное название.

## Орбита
S/2003 J 9 совершает полный оборот вокруг Юпитера на расстоянии в среднем 22 441 680 км за 683 дня, 6 часов и 58 минут. Орбита имеет эксцентриситет 0,269. Наклон ретроградной орбиты 164,5°. Принадлежит к группе Карме.

## Физические характеристики
Диаметр S/2003 J 9 составляет около 1 км. Плотность оценивается 2,6 г/см³, так как спутник состоит предположительно из преимущественно силикатных пород. Очень тёмная поверхность имеет альбедо 0,04. Звёздная величина равна 23,7m